# Массква, Валерия Дмитриевна
Валерия Дмитриевна Массква-Евлахова (урожд. — Гуреева; род. 28 января 1988, Новый Уренгой, Тюменская область), наиболее известная под сценическим псевдонимом Лера Массква — российская певица и автор песен.

## Биография
Родилась в Новом Уренгое в 1988 году. В детстве сочиняла стихи и песни, но музыкального образования не имела. В 2002 году певица-самоучка переехала в Москву, собираясь начать музыкальную карьеру. Продюсер Игорь Марков взялся за продвижение Валерии, взявшей псевдоним Массква, а композитор Александр Максимов предоставил студию для записи демо.
В 2003 году псевдоним певицы стал её официальной фамилией. Тогда же она поступила в Первый Московский юридический институт. Стала автором стихов к песням из мюзикла «Снежная королева» «Это просто сон» и «Не с тобой». Автором музыки к песням стал Игорь Крутой, а исполнила их Кристина Орбакайте, сыгравшая в мюзикле роль Герды.
К 2004 году Масскве удалось собрать аккомпанирующий состав: Александр Бадажков (ex-«Zемфира») — гитара, Юрий Терлецкий — гитара, Сергей «Grebstel» Калачёв (группа Инны Желанной) — бас-гитара, Владимир Жарко (группа Инны Желанной) — ударные. В декабре 2004 группа выпустила клип на песню «SMS-ная любовь», демонстрировавшийся по MTV Россия и дошедший до вершины SMS-чарта..
В 2005 году Массква приняла участие в фестивале поп-музыки «Пять звёзд» в Сочи, где исполнила песню «Медведица» группы «Мумий Тролль». В конце 2005 года был выпущен одноимённый дебютный альбом «Массква». Были сняты видеоклипы на песни «7 этаж», «Ну, наконец-то» и «Необратимо».
В 2007 году вышел второй альбом, под названием «Разные». После его выхода Игорь Марков прекратил продюсирование певицы.
Массква записала дуэт с лидером группы «4ехов» Павлом Евлаховым, известным как Павел Чехов — песню «Нецунами», которую Павел написал для
фильма «В ожидании чуда». На песню был снят клип.
Песни «7 этаж» и «Мы с тобой» стали саундтреком к телесериалу «Универ» на ТНТ.
В 2009 году Лера Массква объявила о начале работы над третьим альбомом и о том, что продюсировать творчество теперь будет сама. В обновлённый состав группы вошли: Корней — гитара, Денис Маринкин — барабаны. В радиоротацию попала песня «Так далеко».
В октябре 2010 года в США Валерия родила сына Платона.
С 2011 года Лера Массква продолжала писать новые песни, которые самостоятельно публиковала в сети Интернет. В 2012 для саундтрека сериала «Спасти босса» (российско-украинского ремейка дорамы «Защитить босса») Массква записала песню «Одна любовь» — русскоязычную кавер-версию композиции «Let us just love» группы «Apink». В 2014 записала «Осколок» — кавер-версию песни группы «Стволы» «Один» (музыка Антона Хабибулина, слова А. Сидоренко). Текст кавер-версии исполняется от женского лица. На «Осколок», а также на авторские песни Массквы «Навсегда (Новогодняя)» и «Ялта» были сняты видеоклипы.
22 ноября 2016 года заключила брак с Павлом Евлаховым.
11 декабря 2017 года вместе с семьёй пострадала при возгорании квартиры на проспекте Маршала Жукова в Москве.
В 2018 году был снят новый клип «Берегами» и выпущены синглы «Город» и «Берегами». В 2019 — сингл «Снег ложится». Песня «Город» вошла в оригинальный саундтрек фильма «Счастье — это… Часть 2» компании Walt Disney.

## Дискография

### Студийные альбомы
Слова и музыка всех песен — Валерия Массква.
| №   | Название                                                         | Длительность |
| --- | ---------------------------------------------------------------- | ------------ |
| 1.  | «Необратимо»                                                     | 3:12         |
| 2.  | «Я тебе тут...»                                                  | 3:57         |
| 3.  | «Ну наконец-то»                                                  | 3:45         |
| 4.  | «SMS-ная любовь»                                                 | 3:46         |
| 5.  | «7-й этаж»                                                       | 3:05         |
| 6.  | «Голуби»                                                         | 3:19         |
| 7.  | «Вопросы»                                                        | 4:28         |
| 8.  | «Мой город»                                                      | 2:27         |
| 9.  | «Я так хочу»                                                     | 3:05         |
| 10. | «Зверь»                                                          | 3:33         |
| 11. | «Я тебя прошу»                                                   | 3:13         |
| 12. | «Париж»                                                          | 3:29         |
| 13. | «Любовь с доставкой на дом» (бонус-трек в переиздании 2006 года) |              |

| №   | Название                        | Текст песни                           | Музыка       | Длительность |
| --- | ------------------------------- | ------------------------------------- | ------------ | ------------ |
| 1.  | «Разные»                        | Валерия Массква                       | В. Массква   |              |
| 2.  | «Билет на самолёт»              | В. Массква                            | В. Массква   | 2:45         |
| 3.  | «Люди всё узнали»               | В. Массква                            | В. Массква   | 2:49         |
| 4.  | «Возле»                         | В. Массква                            | В. Массква   | 3:47         |
| 5.  | «Лови»                          | В. Массква                            | В. Массква   | 2:58         |
| 6.  | «За весной опять приходит лето» | Анастасия Максимова, Марсель Гонсалес | А. Максимова | 3:24         |
| 7.  | «На предельной»                 | В. Массква                            | В. Массква   | 3:41         |
| 8.  | «У кого-то»                     | В. Массква                            | В. Массква   | 3:02         |
| 9.  | «Жирафик»                       | В. Массква                            | В. Массква   | 2:04         |
| 10. | «За тобой»                      | В. Массква                            | В. Массква   | 3:10         |

### Синглы
- 2018 — «Берегами» (feat. Павел Чехов)
- 2018 — «Город»
- 2019 — «Снег ложится»
- 2020 — «Фонтанами»[22]
- 2020 — «Неслучайно»
- 2021 — «Бейся сердце»
- 2022 — «Мы с тобой»
- 2022 — «До тебя»

## Видеография
| Год  | Название                       | Альбом                             |
| ---- | ------------------------------ | ---------------------------------- |
| 2004 | «SMS-ная любовь»               | «Массква»                          |
| 2005 | «7 этаж»                       | «Массква»                          |
| 2005 | «7 этаж» (вторая версия)       | «Массква»                          |
| 2005 | «Ну наконец-то»                | «Массква»                          |
| 2006 | «Необратимо»                   | «Массква»                          |
| 2007 | «Разные»                       | «Разные»                           |
| 2007 | «Возле»                        | «Разные»                           |
| 2007 | «Нецунами» (feat. Павел Чехов) | Саундтрек фильма «В ожидании чуда» |
| 2007 | «Один телефонный звонок»       | Саундтрек фильма «Русалка»         |
| 2013 | «Навсегда (Новогодняя)»        | без альбома                        |
| 2014 | «Осколок»                      | без альбома                        |
| 2014 | «Ялта»                         | без альбома                        |
| 2018 | «Берегами» (feat. П. Чехов)    | без альбома                        |

## Участие в телевизионных передачах
- 2004 — «Хорошие шутки» (СТС)
- 2005 — «Пять звёзд» (Первый канал)
- 2005 — «Новые песни о главном»
- 2006 — «Новые песни о главном»
- 2006 — «Звёзды на НТВ» (НТВ)
- 2006 — «Славянский базар» (Россия)
- 2006 — «Всё могут короли»
- 2006 — «Праздничный концерт ко дню радио»
- 2007 — «Высшая лига»
- 2007 — «Новая волна»
- 2007 — «Песни для любимых»
- 2007 — "Церемония вручения национальной премии «Радиомания 2007»
- 2006—2008 — «Субботний вечер»
- 2009 — «Новые песни в Новом году»
- 2009 — «Новая волна»
- 2009 — «Лучший город Земли»
- 2014 — «Живой звук»

## Награды и номинации
| Год  | Награда    | Работа                                                               | Номинация              | Результат | Прим.         |
| ---- | ---------- | -------------------------------------------------------------------- | ---------------------- | --------- | ------------- |
| 2004 | Песня года | «Это просто сон» (муз. Крутой, сл. Массква, исп. Кристина Орбакайте) | Лауреат                | Победа    | [ 25 ]        |
| 2005 | MTV RMA    | Лера Массква                                                         | Лучший дебют           | Победа    | [ 26 ]        |
| 2006 | Астра      | Лера Массква                                                         | Стиль в музыке. Певица | Номинация | [ 27 ] [ 28 ] |
| 2006 | MTV RMA    | Лера Массква                                                         | Лучшая исполнительница | Номинация | [ 29 ]        |
| 2007 | MTV RMA    | Лера Массква                                                         | Лучшая исполнительница | Номинация | [ 30 ]        |